# جون وايز (لاعب رماية)
جون وايز (بالإنجليزية: John Wise)‏ هو لاعب رماية أسترالي، ولد في 26 فبراير 1901، وتوفي في 12 مايو 1971.

## وصلات خارجية
- جون وايز على موقع أوليمبيديا (الإنجليزية)